# Etylortęć
Etylortęć – metaloorganiczny związek chemiczny z grupy związków rtęcioorganicznych.